# Louise Brownová
Louise Brownová, celým jménem Louise Joy Brown (* 25. července 1978, Oldham, Spojené království), je prvním člověkem na světě, který se narodil díky metodě asistované reprodukce známé jako in vitro fertilizace (IVF), tedy oplodnění ve zkumavce.
V listopadu 2023 navštívila Českou republiku.

## Život
Lesley a John Brownovi se o početí dítěte marně snažili devět let. Vzhledem ke zjištěné neprůchodnosti vejcovodů se gynekolog Patrick Steptoe a fyziolog Robert G. Edwards rozhodli laparoskopicky odebrat Lesley vajíčka. Když bylo jedno z nich v Petriho misce dne oplodněno spermiemi manžela, dne 10. listopadu 1977 vložili embryo matce do dělohy. Ta plod úspěšně donosila – Louise se narodila v červenci 1978 císařským řezem, její porodní váha byla 2,6 kg. Čtyři roky nato se stejnou metodou rodičům narodila ještě jedna dcera, Natalia.
K profesoru Edwardsovi měla Louise Brownová blízký vztah, jako by byl jejím dědečkem. V roce 2004 se zúčastnil i její svatby. Louise i její sestra se již obě staly matkami, přičemž otěhotnět se jim podařilo přirozenou cestou.
Robert Edwards v roce 2010 za rozvoj metody IVF obdržel Nobelovu cenu za fyziologii a lékařství – tímto způsobem již přišlo na svět více než pět milionů dětí. Ročně se jich tak na celém světě narodí zhruba 350 tisíc.